# 馬蔭榮

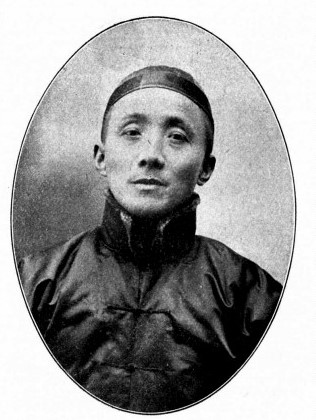

馬蔭榮（?—?），字越菴，山東茌平人。光绪三十年（1904）甲辰科进士，入翰林院為庶吉士，未經散馆，以辦學務授编修。後調任日本留学监督，回國後任山東學務處議長，兼農業專科學校校长。
民國二年（1913年），選為北京國會參議員。民國十二年（1923年）出任长江上游总司令部参议。